# Metauranopilita
La metauranopilita és un mineral de la classe dels sulfats. Rep el seu nom del grec meta, "diferent a", i la seva relació amb la uranopilita.

## Característiques
La metauranopilita és un sulfat de fórmula química (UO₂)₆(SO₄)(OH)10·5H₂O. Va ser aprovada com a espècie vàlida per l'Associació Mineralògica Internacional l'any 2008. Cristal·litza suposadament en el sistema ortoròmbic. Forma cristalls en forma d'agulles o llistons. És un producte d'alteració (poc hidratada) de la uranopilita.
Segons la classificació de Nickel-Strunz, la uranopilita pertany a «07.EA: Uranil sulfats sense cations» juntament amb la uranopilita i la jachymovita.

## Formació i jaciments
Va ser descoberta l'any 1951 a Jáchymov, al mont Krušné Hory (Erzgebirge), a la regió de Karlovy Vary (Bohèmia, República Txeca). Sol trobar-se associada a altres minerals com la uranopilita. Als territoris de parla catalana ha estat descrita a la mina Eureka (La Torre de Cabdella, Pallars Jussà).